# Alexandre Borovsky
Pour les articles homonymes, voir Borovsky.
Alexandre Borovsky (Borowsky) (Mitau, 18 mars 1889 – Waban, 27 avril 1968) est un pianiste américain d'origine russe. 

## Biographie
Son premier professeur de piano est sa mère, ancienne élève du grand pianiste russe, Vassili Safonov. Il termine ses études au Conservatoire de Saint-Pétersbourg en 1912, avec une médaille d'or et le prix Anton Rubinstein. Borovsky créé une grande attention lors du concours Anton Rubinstein de 1912, qu'il remporte. Parallèlement à ses études musicales, il reçoit son diplôme en droit de l'Université de Saint-Pétersbourg. Alexandre Borovsky donne des classes de maître au Conservatoire de Moscou de 1915 à 1920.

Le 11 mai 1916, le Musical Courier, écrit à partir du journal de Moscou de mars 1915 : 

« Alexandre Borowsky est un élève d'Anna Essipova. Il est un pianiste de grand talent, de puissance et au charme séduisant, avec un rythme puissant et une dynamique bien modulée. M. Borowski respecte la conception du compositeur et a le don de transmettre l'esprit de la Dixième Sonate de Scriabine (la dernière composée), une œuvre des plus difficiles, compte tenu de sa complexité et de son esprit théosophique. Elle a été interprétée par Borowski à son récital, avec une analyse profonde rare, éclatant avec l'embrasement progressivement du climax.
« De temps en temps, au milieu de dizaines de concerts, dont la plupart ne sont que de qualité médiocre, nous nous rappelons l'adage qui dit que tandis que « beaucoup sont appelés, peu sont élus ». L'un des élus, musicalement parlant bien sûr, est le pianiste russe, Alexandre Borowsky, qui est certainement une étoile montante vers la hauteur des cieux. On doit l'entendre jouer Bach pour admirer sa précision, la clarté d'articulation, la dynamique et l'ombrage coloré. Mais non seulement il excelle dans les classiques, mais il semble aussi qu'il soit un interprète né de la musique moderne, en particulier de la jeune école russe. Sa réussite ici était une véritable. »

Après la conquête de la renommée en tant que pianiste chez lui, avec des programmes éclectiques, Borovsky se retourne vers l'Europe, où, en 1937, il se consacre presque exclusivement, à l’interprétation d'œuvres de Jean-Sébastien Bach. Lors du déclenchement de la guerre, Alexandre Borovsky s'installe d'abord en Amérique du Sud, où il poursuivit ses concerts consacrés à Bach — le premier de ces récitals à être présenté dans de nombreuses capitales d'Amérique latine. Il donne des soirées Bach à Buenos Aires, qui sont acclamées, et, en conséquence, est invité à répéter ses exécutions sous les auspices de Cutura Artistica de São Paulo, au Brésil. Borovsky emporte ensuite ses programmes Bach aux États-Unis.
Déterminé à quitter la Russie après la Révolution d'octobre, il commence à faire des tournées en Europe et fait ses débuts américains au Carnegie Hall en 1923. Il est fait citoyen américain en 1941 et devient professeur à l'Université de Boston, en 1956. 
Il joue en tant que soliste, avec tous les grands orchestres d'Europe et d'Amérique du Nord et du Sud, apparaissant dans plus de trente concerts avec l'Orchestre symphonique de Boston, dans les dernières années de Serge Koussevitzky. Dans le même temps, il commence à enregistrer certaines des grandes œuvres de Bach, Liszt. Il est le premier artiste à l'enregistrer les trente Inventions et Sinfonia de Bach et l'intégrale des Rhapsodies hongroises de Liszt. L'interprétation de Borovsky se distingue par son jeu objectif de la musique classique et romantique. Sur son interprétation de Bach, les critiques ont dit qu'il était remarquable par sa qualité architecturale. 
Madame Scriabine, écrit dans le Musical Courier du 18 octobre 1917, page 27 : « je propose également le nom d'Alexandre Borowsky, un jeune professeur du Conservatoire de Moscou, qui joue presque toutes les œuvres de Scriabine, et qui a déjà acquis une grande réputation en tant que pianiste en Russie. M. Borowsky est un membre de la Association Scriabine. […] Des discours sur les divers aspects de l'art de Scriabine ont été donnés par MM. Braudo, Makovsky et Bryanchanimov, et l'interprétation des dernières œuvres, ainsi que certains pièces posthumes ont été entre les mains de la musique de piano de Borovsky. La position de Borovsky est la plus honorable depuis qu'aucun programme de récital russe n'est complet sans le nom de Scriabine et donc, cet artiste n'a pas de rivaux. »

En 1923, Borowski écrit dans « Modern Masters of the Keyboard » d'Harriette Brower : 

« Oui, j'ai un très large répertoire et je l'enrichi constamment. Alors que j'étais en Amérique du Sud, j'ai donné de nombreux concerts dans différentes villes. À Buenos Aires, j'ai donné douze programmes totalement différents en dix semaines. Je joue beaucoup de musique russe, bien sûr — Scriabine, Prokofieff et beaucoup d'autres. Mais je joue de la musique de tous les pays et toutes les époques. De la musique américaine et MacDowell. Très peu de musique Américaine est connue en Russie, je pense. Comme pour MacDowell, bien sûr, nous le connaissons par son nom et quelques-uns des plus brillants opus, comme le Hexen Tanz, la Polonaise et le Concerto pour piano, mais pas les Sonates. Je voudrais en faire une ou plusieurs et aussi des œuvres d'autres compositeurs Américains. Maintenant que je suis en Amérique, le développement musical de votre pays m'intéresse énormément. J'ai eu un heureux deux mois ici et j'espère pouvoir y retourner pour un séjour plus long. Mais maintenant, après nos deux heureux mois, Madame et moi sommes sur le point de retourner en Europe, car j'ai une tournée de quarante concerts de l'autre côté : ce qui me conduira à Londres, à Paris, en Espagne, en Italie, en Belgique, en Hollande et en Allemagne. Mais tout le temps je vais regarder vers l'avant à mon retour dans votre beau pays, l'Amérique ! »

Une série de rouleaux Welte-Mignon, ont probablement été enregistré en Russie par Borowski, en 1910, à Moscou et Saint-Pétersbourg : n° 2029, Tchaïkovski (Sonate, op 27, premier mouvement) ; n° 2030 Rachmaninov (Élégie, extrait des « Morceaux de fantaisie », op. 3 n° 1 en mi-bémol mineur (janvier 1910) ; n° 2031, Arensky (Étude, extr. des 24 Morceaux caractéristiques, op. 36 n° 13 en fa-dièse ; n° 2032, Liadov (Barcarolle, op 44 en fa-dièse ; n° 2033, Rachmaninov (Prélude, op 23 n° 3 en ré mineur (janvier 1910),.

## Sources
- (en) The Musical Times, 1er août 1916, p. 365
- (en) Musical Courier, 18 octobre 1917, p. 27
- (en) Boston Sunday Globe, 28 avril 1968
- Theodore Baker et Nicolas Slonimsky (trad. Marie-Stella Pâris, préf. Nicolas Slonimsky), Dictionnaire biographique des musiciens [« Baker's Biographical Dictionary of Musicians »], t. 1 : A-G, Paris, Robert Laffont, coll. « Bouquins », 1995 (réimpr. 1905, 1919, 1940, 1958, 1978), 8e éd. (1re éd. 1900), 4728 p. (ISBN 2-221-06787-8), p. 498